# Station Fruens Bøge
Station Fruens Bøge is een station in Fruens Bøge, een buitenwijk aan de zuidkant van de stad Odense in  Denemarken. Het station werd geopend op 12 juli 1876. Het  stationsgebouw werd ontworpen door de architect H.A.W. Haugsted en is sinds 1992 een beschermd monument. Naast de lijn naar Svendborg liep in het verleden ook een lijn naar Faaborg.